# Odontopacha
Odontopacha is een geslacht van vlinders van de familie spinners (Lasiocampidae).

## Soorten
- O. fenestrata Aurivillius, 1909
- O. kilwana Strand, 1911
- O. phaula Tams, 1929
- O. spissa Tams, 1929